# Parasemnus
Parasemnus is een kevergeslacht uit de familie van de boktorren (Cerambycidae). De wetenschappelijke naam van het geslacht werd voor het eerst geldig gepubliceerd in 1998 door Martins.

## Soorten
Parasemnus is monotypisch en omvat slechts de volgende soort:
- Parasemnus regalis (Germain, 1894)